# Die letzte Versuchung Christi
Die letzte Versuchung Christi (orig. The Last Temptation of Christ) ist ein auf dem Roman Die letzte Versuchung von Nikos Kazantzakis basierender Spielfilm von Martin Scorsese aus dem Jahr 1988.
Jesus von Nazaret wird in dem Film, wie auch im Buch, das als Vorlage diente, als Zweifelnder und mit seinem Schicksal Hadernder gezeichnet, der sich verschiedenen Versuchungen ausgesetzt sieht. Rahmen der Handlung sind die Geschehnisse, wie sie aus dem Neuen Testament bekannt sind (siehe Versuchung Jesu), wobei das Bild des Menschen Jesus um verschiedene Facetten erweitert wird. Scorsese erklärt dazu: „Jesus ist, bis er Gottes Auftrag endlich begreift, eine passive Figur.“

## Handlung
Jesus beginnt als Zimmermann, der auch mit den Römern zusammenarbeitet und Kreuze für Hinrichtungen zimmert. Zunehmend plagen ihn aber existentielle Fragen über den Sinn seines Daseins. Er zieht sich zum Fasten in die Wüste zurück, wo ihn die Stimme Gottes erreicht, er aber zweifelt, ob es wahr ist, was mit ihm geschieht. In der Wüste widersteht er auch der Versuchung durch Satan, der ihm aber ein Wiedersehen verspricht. Danach wandert er als Prediger durch das Land, begleitet von einer Gruppe von Männern und Frauen, die sich um ihn versammeln, wird von Johannes getauft, vollbringt Wunder, die selbst ihn in Staunen versetzen, und kommt schließlich auf einem Esel reitend nach Jerusalem. Hier soll sich sein Schicksal erfüllen. Dazu drängt er seinen treuen Jünger und Freund Judas Iscariot, ihn an die Sanhedrin zu verraten, was dieser nur widerwillig und bedrängt durch Jesus tut.
Als er nach seiner Verurteilung an das Kreuz genagelt wird, erscheint ihm ein junges Mädchen, das sich ihm als Schutzengel zu erkennen gibt. Es erklärt ihm, dass er genug gelitten habe, bietet ihm an, ihn vor dem Tod zu retten, und tatsächlich folgt Jesus ihm. Das Mädchen bringt ihn zu Maria Magdalena, einer seiner Jüngerinnen, die ihn einst umworben hatte und die er auch begehrte, aber wegen seines göttlichen Auftrags zurückgewiesen hatte. Nun gründet er mit ihr eine Familie, lebt unerkannt und lässt sein früheres Leben als Verkünder von Gottes Wort hinter sich. Maria stirbt jedoch bei der Geburt ihres gemeinsamen Kindes. Mit zwei weiteren Ehefrauen zeugt Jesus noch drei Kinder.
Erst am Ende eines langen Lebens im Kreis seiner Familie trifft er seine früheren Jünger wieder, die in der Zwischenzeit seine Lehre gepredigt haben, aber uneins waren, was sie über sein Ende am Kreuz zu berichten hätten. Als er im Sterben liegt, kommt ihn auch Judas besuchen. Wütend, weil er Jesus damals auf dessen eigenen Wunsch hin verraten musste, Jesus sich aber schließlich vom Tod am Kreuz davongestohlen hatte, beschimpft er ihn als Verräter an ihrer gemeinsamen Sache.
Der Schutzengel, der Jesus vom Kreuz errettet hat, wird nun durch Judas als Satan entlarvt, der versucht hat, Jesus als einfachen Menschen anstatt als Messias sterben zu lassen. Letztlich entscheidet Jesus sich dadurch, sein Martyrium zu vollenden, um seine eigentliche Bestimmung zu erfüllen, und findet sich wieder auf Golgota, am Kreuz. So ist sein Leben als Familienvater am Ende nur ein Traum, eine Vision gewesen – seine letzte Versuchung.

## Entstehung
| Figur                | Darsteller         | Deutscher Sprecher       |
| -------------------- | ------------------ | ------------------------ |
| Jesus Christus       | Willem Dafoe       | Lutz Mackensy            |
| Judas Iscariot       | Harvey Keitel      | Christian Brückner       |
| Maria Magdalena      | Barbara Hershey    | Evelyn Maron             |
| Pontius Pilatus      | David Bowie        | Frank Glaubrecht         |
| Simon Petrus         | Victor Argo        | Hermann Ebeling          |
| Johannes der Täufer  | André Gregory      | Harry Wüstenhagen        |
| Paulus von Tarsus    | Harry Dean Stanton | Joachim Kerzel           |
| Zebedäus             | Irvin Kershner     | Heinz-Theo Branding      |
| Jakobus der Ältere   | John Lurie         | Hans-Jürgen Dittberner   |
| Johannes             | Michael Been       | Claus Wilcke             |
| Lazarus              | Tomas Arana        | Mathias Einert           |
| Martha von Bethanien | Peggy Gormley      | Kerstin Sanders-Dornseif |
| Maria von Bethanien  | Randy Danson       | Regina Lemnitz           |
| Nathanael            | Leo Burmester      | Detlef Bierstedt         |
| Maria von Nazaret    | Verna Bloom        | Barbara Adolph           |
| Schutzengel          | Juliette Caton     | Caroline Ruprecht        |

Der Film wurde in Marokko gedreht. Die Filmproduktion war in den Atlas Film Studios in der Nähe von Ouarzazate beheimatet. Als Filmkulisse für die in Jerusalem spielenden Szenen dienten Meknès und die dortigen ausgedehnten Palastanlagen von Mulai Ismail. Die letzten 35 Minuten des Films mit der Versuchungsszene wurden in der Welterbestätte Volubilis gedreht.
Unter dem Titel Passion: Music for The Last Temptation of Christ und Passion – Sources veröffentlichte Peter Gabriel ein Jahr später am 5. Juni 1989 zwei Alben, wovon das erste auf seinen eigenen Kompositionen für diesen Film basiert. und das zweite Inspirationen anderer Künstler dazu beinhaltete, die teilweise auch für die Filmmusik verwendet wurden. Er arbeitete dabei mit damals unbekannten Künstlern aus Armenien, Ägypten, Äthiopien, Guinea, Indien, Iran, Marokko, Pakistan, Senegal und der Türkei (unter anderem Nusrat Fateh Ali Khan, Youssou N’Dour und Baaba Maal) zusammen und konnte so die Popularität der sogenannten World Music enorm steigern.
Gabriel profitierte bei der Komposition der Musik und der Auswahl der Musiker von den Ressourcen des National Sound Archives und des British Library Sound Archives in London.
Die deutsche Synchronisation entstand nach einem Synchronbuch von Horst Balzer und unter dessen Dialogregie im Auftrag der Berliner Synchron.

## Rezeption

### Kontroversen
Der Film rief bei seinem Erscheinen 1988 Kontroversen und vor allem unter konservativen Christen wütende Proteste hervor. Die Geschichte von einem Jesus, der an seiner Berufung als Sohn Gottes zweifelt, mit den Römern kollaboriert, eine Frau begehrt und sich sogar dem Tod am Kreuz entzieht und eine Familie gründet, wurde als Blasphemie betrachtet. Die Kontroverse ging so weit, dass es auch zu gewalttätigen Protesten kam, wobei etwa auf ein Kino am Pariser Boulevard Saint-Michel ein Brandanschlag verübt wurde. In Chile wurde der Film verboten, aber der Interamerikanische Gerichtshof für Menschenrechte entschied, dass dieses Verbot unvereinbar mit dem Grundrecht auf freie Meinungsäußerung sei.
In der Bundesrepublik Deutschland gingen bei der FSK über 1200, bei der FBW über 300 Protestschreiben ein, zum Teil mit umfangreichen Unterschriftenlisten. 98 Prozent aller Schreiben trafen noch vor dem Kinostart ein, was daran lag, dass in kirchlichen Blättern vorab zum Protest gegen den Film aufgefordert worden war, um ein Verbot zu erwirken. Der Direktor der Filmbewertungsstelle, Steffen Wolf, wies diese Art der Kritik an einem persönlich nicht gesehenen Film scharf zurück. Auch der größte Teil der Presse zeigte sich unbeeindruckt: Im Spiegel erschien am 14. November 1988 ein Artikel mit dem Titel Sturm im Weihwasserglas, und in der Zeit schrieb Frank Drieschner am 18. November 1988 unter der Überschrift Kruzifix vorm Kino, es handle sich bei den Demonstranten um engstirnige alte Frauen, die, statt sich den Film anzusehen, Vaterunser betend vor Kinos protestierten.
Im Juni 2012 provozierte der Schriftsteller Martin Mosebach eine Debatte mit seinem Essay Vom Wert des Verbietens, indem er unter Berufung auf muslimische Proteste gegen den Scorsese-Film staatliche Zensur gegenüber blasphemischen Inhalten legitimierte. In seinem Roman Krass (2021) liefert er selber eine Adaptation des Kazantzakis-Stoffes, in dem er Filmszenen aus Die letzte Versuchung Christi literarisch überarbeitete.

### Kritiken
Die letzte Versuchung Christi erhielt ein sehr gutes Presseecho, was sich auch in den Auswertungen US-amerikanischer Aggregatoren widerspiegelt. So erfasst Rotten Tomatoes überwiegend positive Besprechungen und ordnet den Film dementsprechend als „Zertifiziert Frisch“ ein. Laut Metacritic fallen die Bewertungen im Mittel „Grundsätzlich Wohlwollend“ aus. Und They Shoot Pictures, Don’t They? zählt den Film zu den 1000 angesehensten Werken der Filmgeschichte.

„Nicht als Übertragung des biblischen Stoffes, sondern als Verfilmung des Romans von Kazantzakis zu verstehender Versuch, sich mit der Person Jesus von Nazareth, seiner Verkündigung und seinem Kampf bis zur Kreuzigung auseinanderzusetzen. Dabei wird Jesus in seiner Menschlichkeit dargestellt […] Der in mehreren Darstellungen biblischer Episoden plakative und enttäuschend flache Film stellt sich durch sein Gottesbild und die Zeichnung Jesu Christi in grundsätzlichen Widerspruch zur christlichen Heilsbotschaft. In ihrem ikonografischen Charakter wirken die Bilder ohne spirituelle Kraft und verfehlen den zentralen Aspekt des christlichen Glaubens, die erlösende Anteilnahme Gottes am existentiellen Sein der Menschen. Zuschauer, die den dargestellten Jesus als Jesus der Bibel miß-verstehen, können zu Recht Anstoß nehmen.“

„Hier ist ein Film, durch den ich mich mit der doppelten Natur Jesu auseinandergesetzt habe, der Überlegungen angestoßen hat über ein Wesen, das zugleich Gott und Mensch sein kann. Ich kann mich an keinen Film mit religiösem Thema erinnern, der mich so umfassend gefordert hat. Der Film hat diejenigen gekränkt, deren Vorstellung von Gott und Mensch er nicht widerspiegelt. So, wie Jesus es tat.“

„Man muß sich die Rolle des Messias als eine Zumutung vorstellen für den einfachen Menschen Jesus, eine Zumutung, die lange vor der Passionsgeschichte beginnt. Und wenn dieser Jesus vor seinem Tod davon träumt, daß er mit Maria Magdalena hätte glücklich werden können, dann ist das keine Blasphemie, sondern nur das Ergebnis einer sehr ernsthaften Lektüre des Johannesevangeliums, wonach das Wort Fleisch geworden sei.“

In einer ZEIT-Kontroverse von Walter Jens und Ulrich Greiner schreibt Walter Jens:

„Nikos Kazantzakis’ Roman Die letzte Versuchung, …jene(s) umstrittene Buch, das die katholische Kirche, unter Anführung des Papstes, es war Pius XII., auf den Index gesetzt hat. Umstritten zu Recht, aber keineswegs, weder ästhetisch noch theologisch, eines Verbots würdig. Kazantzakis macht mit Jesu Menschsein Ernst… Und dagegen nun der Film Die letzte Versuchung – eine barbarische Bearbeitung: grob, plump, oberflächlich und jener Dialektik bar, die ‚den einen und denselben‘ in seiner Zwienatur zeigen könnte. Jesus von Nazareth ist zu einem wild gestikulierenden Rambo geworden: am liebsten in action, mit dramatischem Gesichtsausdruck, rollenden Augen, verzerrten Minen oder – eine Stelle von unfreiwilliger Komik – mit feixendem Lächeln.“

### Auszeichnungen
Regisseur Martin Scorsese wurde bei der Oscarverleihung 1989 in der Kategorie Beste Regie für einen Oscar nominiert. Im gleichen Jahr wurde Barbara Hershey für einen Golden Globe als Beste Nebendarstellerin und das gleichnamige Album von Peter Gabriel als Beste Original-Filmmusik nominiert.